# Kuchtui

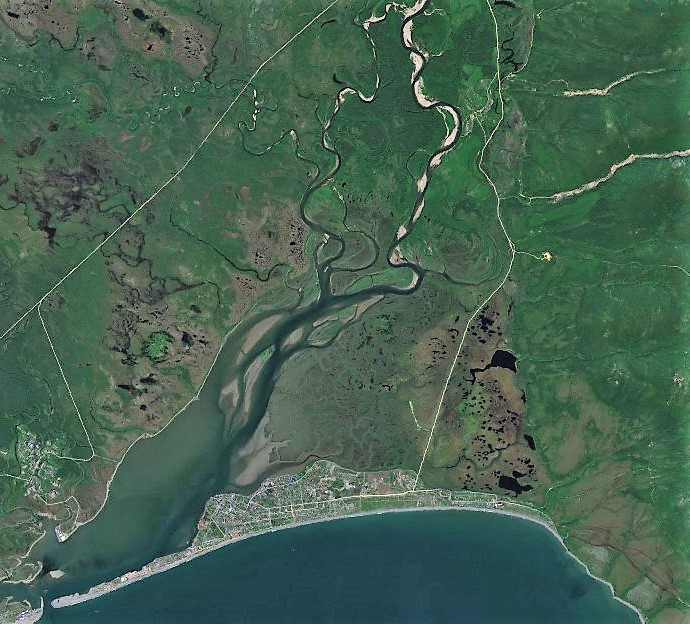
Delta des Kuchtui in die Ochotskische See

Der Kuchtui (russisch Кухтуй) ist ein 384 km langer Zufluss des Ochotskischen Meeres im Norden der Region Chabarowsk.

## Flusslauf
Der Kuchtui entspringt im Suntar-Chajata-Gebirge auf einer Höhe von etwa 1800 m. Der Kuchtui strömt in südlicher Richtung durch das Bergland zum Meer. Er mündet schließlich in ein Ästuar, an dessen Ufer die Siedlung städtischen Typs Ochotsk liegt. Größere Nebenflüsse sind Chumnak von rechts sowie Osjorny und Gussinka von links.
Das Einzugsgebiet des Kuchtui befindet sich im Rajon Ochotsk und umfasst eine Fläche von 8610 km². Es grenzt im Osten an das der Ulbeja und im Westen an das der Ochota. Der mittlere Abfluss des Kuchtui beträgt 90 m³/s. Auf dem Fluss wird Flößerei betrieben.

## Fischfauna
Der Fluss wird als Laichgewässer von verschiedenen Lachsfischen genutzt. Im Kuchtui kommen u. a. folgende Fische vor: Königslachs, Rotlachs, Ketalachs, Buckellachs, Masu-Lachs, Coregonus ussuriensis, Thymallus pallasii, Prosopium cylindraceum, Arktischer Stint, Dolly-Varden-Forelle, Japan-Saibling, Stahlkopfforelle, Karausche und Giebel sowie Stichlinge.